# Archives provinciales d'Alberta
Les Archives provinciales d'Alberta (en anglais Provincial Archives of Alberta) sont les archives d'État de la province canadienne de l'Alberta. Il conserve et permet la communication au public pour la recherche des documents d'archives publiques et privées, ainsi que de tous les médias locaux. Ces Archives sont le dépôt officiel du gouvernement de l'Alberta.
Cette institution se situe au sein du Ministère de la Culture et est dirigée par madame Leslie Latta-Guthrie, archiviste provinciale.

## Collections
Les collections comprennent :
- 42 218 mètres linéaires d'archives publiques gouvernementales
- 4 900 mètres linéaires d'archives privées
- 65 406 cartes
- 27 636 dessins d'architecture
- 2 186 269 photographies
- 41 137 heures de sons enregistrés
- 68 334 heures de films ou vidéos
- 12 847 volumes de bibliothèque

## Histoire
L'origine des Archives provinciales remonte à 1908, quand Katharine Hughes devint la première archiviste et bibliothécaire provinciale. Puis avec les années, les collections ont commencé de s'accroître.
En 1962, le gouvernement d'Alberta une section musée dans le département du secrétaire provincial pour finalement créer officiellement des Archives provinciales et un musée provincial. Cette section reçut les archives du gouvernement et commença à collecter des archives privées à partir de 1963. En 1965 commença la construction d'un nouvel édifice, pour recevoir le musée et les archives, dans le district de Glenora à Edmonton. Ce nouvel établissement fut inauguré en 1967.
Avec le temps, il fallut agrandir l'espace des magasins de conservation, par la construction d'un nouvel établissement spécifique, séparé cette fois du musée provincial. Le nouveau bâtiment, situé au 8555 Roper Road, à Edmondton, a ouvert ses portes le 5 octobre 2003. Le bâtiment compte 11 000 m2 de surface utile sur un domaine de six hectares dans le sud-est de la ville.
Les fonds qui ont permis cette construction ont été alloués par l'Alberta Centennial Legacies Grant Program.

## Sources
- (en) Cet article est partiellement ou en totalité issu de l’article de Wikipédia en anglais intitulé « Provincial Archives of Alberta » (voir la liste des auteurs).